# 卡乔纳帕特塞尼
卡乔纳帕特塞尼（Kachhauna Patseni），是印度北方邦Hardoi县的一个城镇。总人口13504（2001年）。

## 人口
该地2001年总人口13504人，其中男性7260人，女性6244人；0—6岁人口2252人，其中男1163人，女1089人；识字率61.07%，其中男性为69.24%，女性为51.57%。